# Герб Сосницы
Герб Сосницы — герб посёлка городского типа Сосница в Черниговской области Украины.
Герб Сосницы (в составе Новгород-Северского наместничества) утверждён 4 июня 1782: «Сосна, на которой золотой улей и вокруг золотые пчелы, а на оную для добычи мёда влезает чёрный медведь». Неутвержденный проект герба Сосницы (1865): «В серебряном щите зелёная сосна с золотыми шишками, на которую влезает чёрный медведь с красными глазами и языком, сопровождается 3 чёрными пчёлами. В свободной части герб Черниговской губернии». Щит увенчан серебряной стенчатой короной и окружён золотыми колосьями, соединёнными Александровской лентой.

## Ссылка
- Геральдикум